# Helene Iversen
Helene Lucie Iversen (født 25. december 1860 i Ullerup på Sundeved, død 20. december 1935 i Åbenrå) var en central figur i kampen for nordslesvigernes nationale sag.
Helene voksede op i landsbyen Ullerup.
Efter krigen i 1864 var landsdelen kommet under tysk styre.
Som 20-årig forlovede hun sig i 1881 med den politisk engagerede H.P. Hanssen fra Nørremølle og giftede sig med ham den 4. maj 1888.
Sammen fik de 9 børn: Anna Marie (1889), Ingeborg (1891), Peter Christian (1892), Astrid (1894), Helga (1896), Thyra (1898), Eva (1899), Bjørn (1902) og Ruth (1903).